# Maria Bengtsson
Maria Bengtsson, född den 5 mars 1964 i Malmö, är en svensk före detta badmintonspelare. Hon tävlade för BMK Aura.

## Karriär
Maria Bengtsson fick två silvermedaljer vid VM i badminton. Den första i mixed dubbel 1985 tillsammans med Stefan Karlsson och den andra i damdubbel 1991 med Christine Magnusson. Hon vann även brons 1989 i damdubbel med Christine Magnusson.
Hon tävlade i badminton vid olympiska sommarspelen 1992 i dubbel tillsammans med Catrine Bengtsson. De förlorade kvartsfinalen mot Guan Weizhen och Nong Qunhua från Kina med 15-4, 15-9.